# Приз «Стальной рельс»

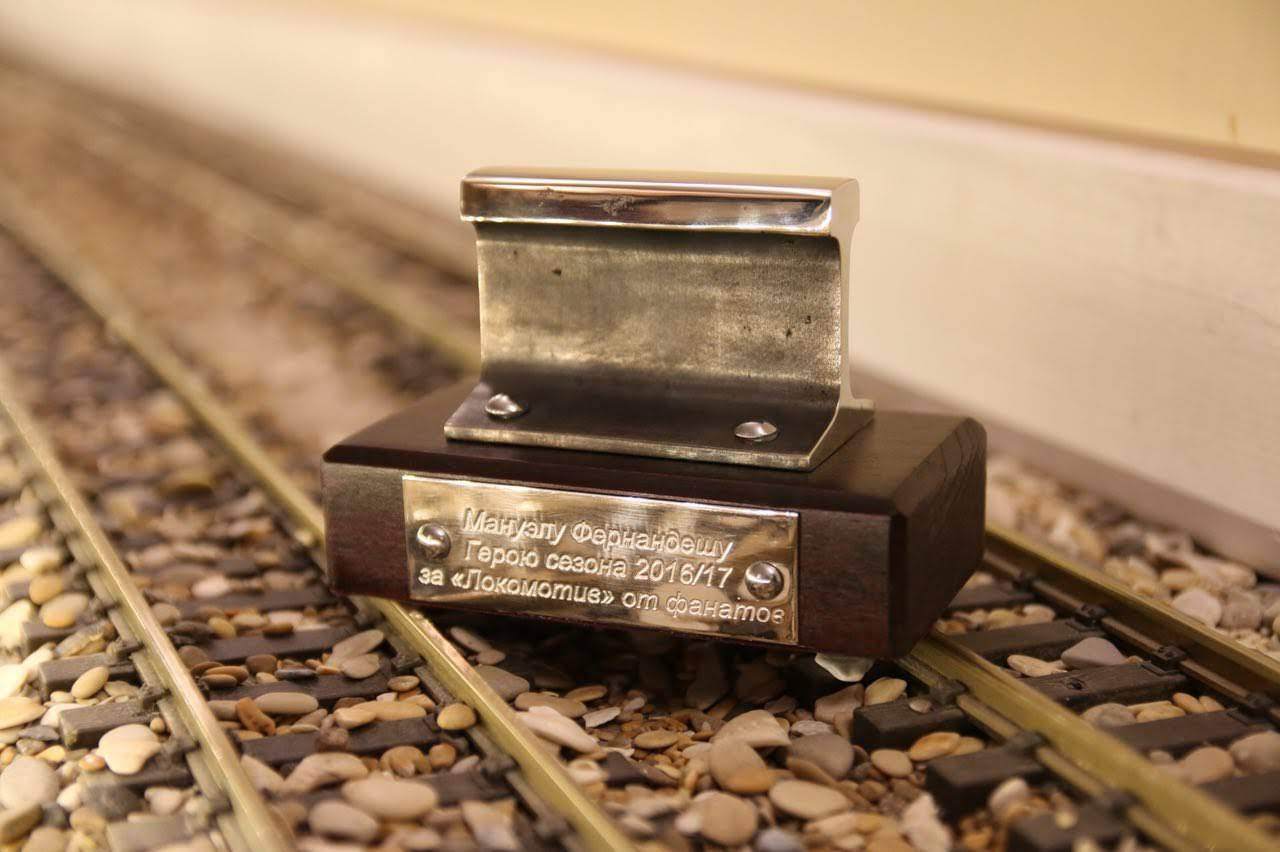
Приз «Стальной рельс»

Приз «Стальной рельс» — футбольная награда, вручаемая лучшему футболисту ФК «Локомотив» (Москва) прошедшего сезона по результатам голосования болельщиков клуба. Выбор проходит из всех игроков, участвовавших в официальных матчах за указанный сезон.
Приз учрежден в 2007 году на собрании всех организованных групп болельщиков «Локомотива» объединения UnitedSouth и сразу стал ежегодным. Первые призы изготавливались из чистого серебра.
Первыми обладателями приза стали Сергей Гуренко, Владимир Маминов и Олег Пашинин по итогам сезона 2007 года.
В 2009 году приз Сергею Гуренко вручался в Минске, так как футболист перешел из «Локомотива» в минское «Динамо».
По результатам сезонов 2014/2015 и 2015/2016 приз не вручался из-за конфликта болельщиков с руководством ФК «Локомотив» (Москва).
По итогу сезона 2023/2024 приз Максиму Глушенкову не вручен, так как игрок в то же межсезонье перешел из «Локомотива» в «Зенит».

## Обладатели приза «Стальной рельс»
| Сезон     | Лучший игрок                                   | Результат голосования, % |
| --------- | ---------------------------------------------- | ------------------------ |
| 2007      | Сергей Гуренко, Владимир Маминов, Олег Пашинин | Не проводилось           |
| 2008      | Сергей Гуренко                                 | ?                        |
| 2009      | Дмитрий Сычёв                                  | 52                       |
| 2010      | Маринато Гилерме                               | 34                       |
| 2011/2012 | Дмитрий Лоськов                                | 52                       |
| 2012/2013 | Маринато Гильерме                              | 32                       |
| 2013/2014 | Ведран Чорлука                                 | 26                       |
| 2014/2015 | Не вручался                                    | —                        |
| 2015/2016 | Не вручался                                    | —                        |
| 2016/2017 | Мануэл Фернандеш                               | 52                       |
| 2017/2018 | Соломон Кверквелия                             | 32                       |
| 2018/2019 | Антон Миранчук                                 | 24                       |
| 2019/2020 | Гжегож Крыховяк                                | Не проводилось           |
| 2020/2021 | Ведран Чорлука                                 | 61                       |
| 2021/2022 | Дмитрий Баринов                                | 30                       |
| 2022/2023 | Артем Карпукас                                 | 68                       |
| 2023/2024 | Максим Глушенков (не вручен)                   | 51                       |
| 2024/2025 | Алексей Батраков                               | 83                       |